# Onno Poiesz

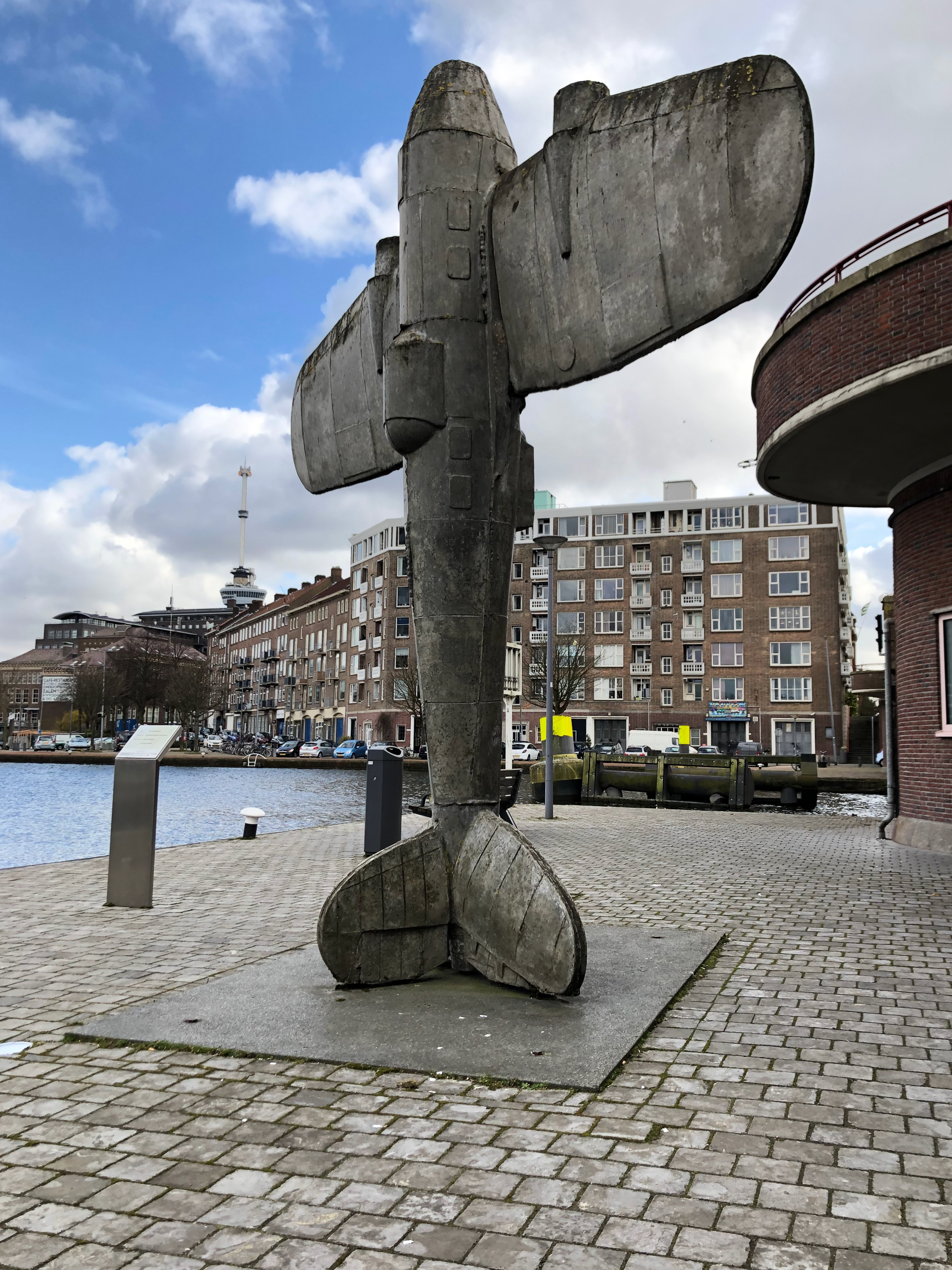
Het werk De Schaduw door Onno Poiesz

Onno Poiesz (1974) is een beeldend kunstenaar uit Rotterdam. Hij studeerde aan de St. Joost School of Art & Design in Breda waar hij in 1998 afstudeerde en aan de Willem de Kooning Academie in Rotterdam waar hij in 2000 zijn postgraduaat behaalde.

## Werk
Poiesz werkt voornamelijk met keramiek, brons en terrazzo. Hij heeft diverse kunstwerken gemaakt die te vinden zijn in de openbare ruimte waaronder:
- EXIT[1] (2006), tot aan de sluiting van het voormalige Station Rotterdam Centraal  achter de ramen van de voorgevel te vinden waren.
- De Schaduw[2] (2009), te vinden in Rotterdam voor het Oorlogverzetsmuseum aan de Coolhaven.
- Vogel[3] (2010), te vinden in Capelle a.d. IJssel aan de Solislaan.
- Undesirable Art Objects[4] (2012), te vinden in de DDZ Intercity-treinen van NS als deurduwers.
- Cracker[5] (2020), te vinden in Zeist aan de Nassau Odijklaan, Slot Zeist.
- Poetry of Stains[6] (2021), waren te vinden in de VIRMm-2/3 Intercity-treinen van NS als deurduwers, maar zijn in verband met diefstallen verwijderd.